# Biblioteca Real de Dinamarca

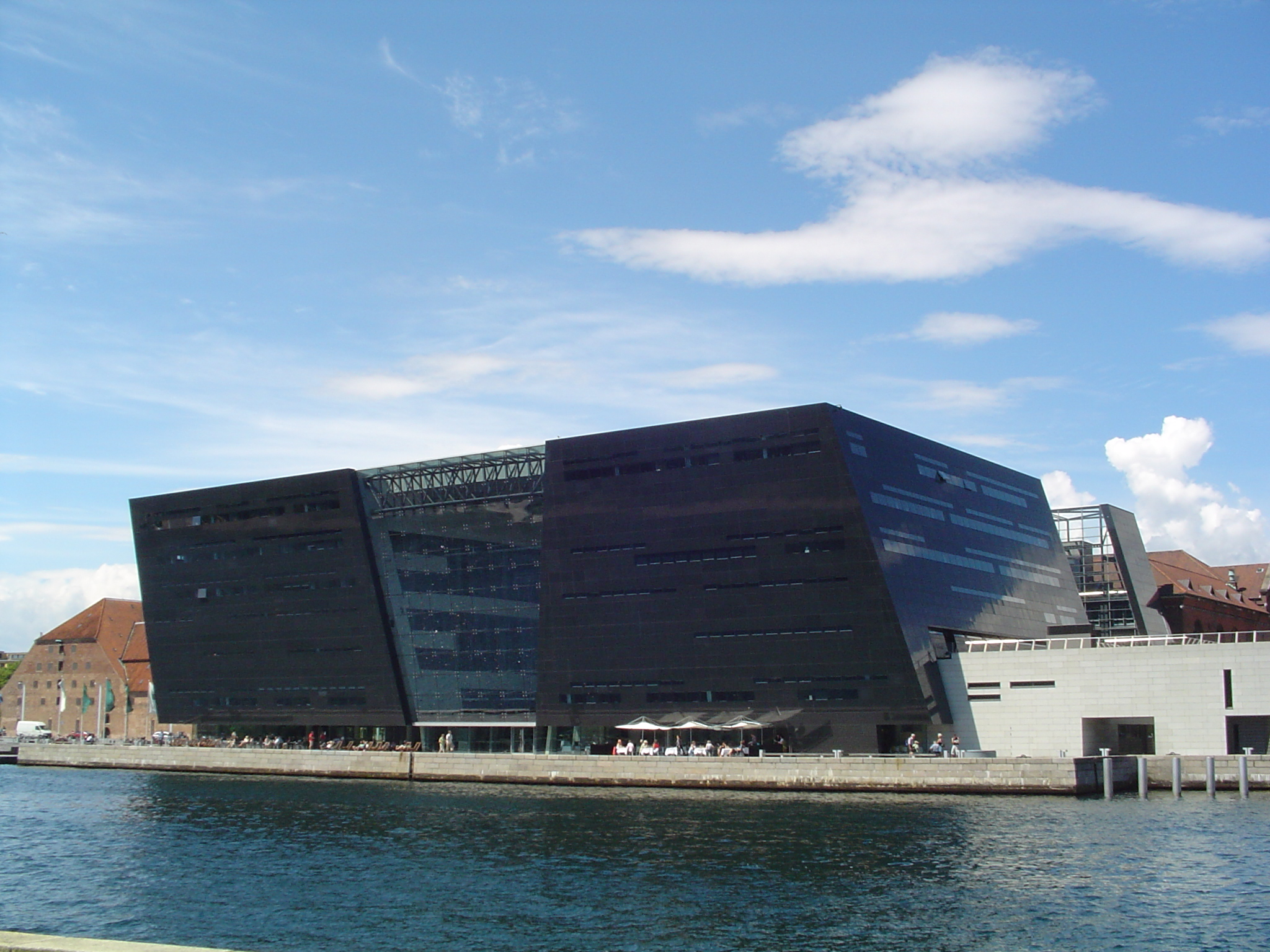
El edificio Diamante negro, visto desde el sureste

La Biblioteca Real en Copenhague (en danés: Det Kongelige Bibliotek) es la biblioteca nacional del Reino de Dinamarca y la de mayor tamaño de todos los países escandinavos. Todas las obras impresas en Dinamarca desde el siglo XVII están depositadas allí, alcanzando sus fondos hasta los primeros libros impresos en el país en 1482. Fue fundada por el rey Federico III de Dinamarca en el año 1648, aunque solo está abierta al público desde 1793. Desde 1989 se ha fusionado con diversas bibliotecas universitarias. Sus fondos alcanzan más de 32 millones de documentos, de los cuales hay 6 millones entre libros y publicaciones periódicas.

## Historia
La biblioteca fue fundada 1648 por el rey Federico III, quien la dotó con una amplia colección de obras europeas. Fue abierta al público en 1793. En 1989 se fusionó con la prestigiosa Biblioteca de la Universidad (fundada en 1482) (UB1) y, en 2005, se fusionó con la Biblioteca Nacional Danesa de Ciencias y Medicina (UB2), ahora Biblioteca de la Facultad de Ciencias Naturales y de la Salud. El nombre oficial de la organización desde el 1 de enero de 2006 es de 'Biblioteca Real, la Biblioteca Nacional de Dinamarca y la Biblioteca de la Universidad de Copenhague. En 2008 el Archivo de Folklore Danés se fusionó con la Biblioteca Real.

## La Biblioteca Real hoy
Hoy la Biblioteca Real cuenta con cuatro sedes: una en Gothersgade, en el centro de Copenhague, que se especializa en ciencias sociales y derecho; una en Amager especializada en humanidades; una en Nørre Alle, especializada en Ciencias Naturales y de la Salud, y la biblioteca principal en Slotsholmen, en el puerto de Copenhague, que abarca todas las materias y colecciones especiales.
La Biblioteca Real es también el Museo Danés del Libro, al que, por ejemplo, pertenece una colección histórica de libros de grabados raros y encuadernaciones, cuyo núcleo son 4 500 incunables, es decir, libros impresos entre la década de 1450 y el año 1501.

## Edificios
El antiguo edificio de Slotsholmen fue construido en 1906 por Hans Jørgen Holm. La sala central es una copia de la capilla del palacio de Carlomagno en la catedral de Aquisgran.
En 1999, fue inaugurado en Slotsholmen,  un nuevo edificio adyacente al antiguo,y conocido como el Diamante Negro (Den Sorte Diamant). El nuevo edificio fue diseñado por los arquitectos daneses schmidt hammer lassen. Llamado así por su cubierta exterior de mármol negro y cristal, alberga una sala de conciertos, además de la biblioteca. Está formado por dos cubos negros, ligeramente inclinados sobre la calle y, entre ambos, un atrio de ocho plantas cuyas paredes son de color blanco y en forma de onda, con un par de corredores transversales que unen ambos cubos, y balcones en todas las plantas. La fachada exterior del atrio es de cristal, así que se puede ver el mar y, en la otra orilla, los edificios de lujo de Christianshavn. Tres puentes conectan el Diamante Negro con la antigua Biblioteca Real: en el techo del mayor de ellos hay una gran pintura del pintor danés Per Kirkeby.